# Bram Tankink
Bram Tankink (født 3. december 1978) er en tidligere hollandsk professionel cykelrytter.